# سولفینیک اسید

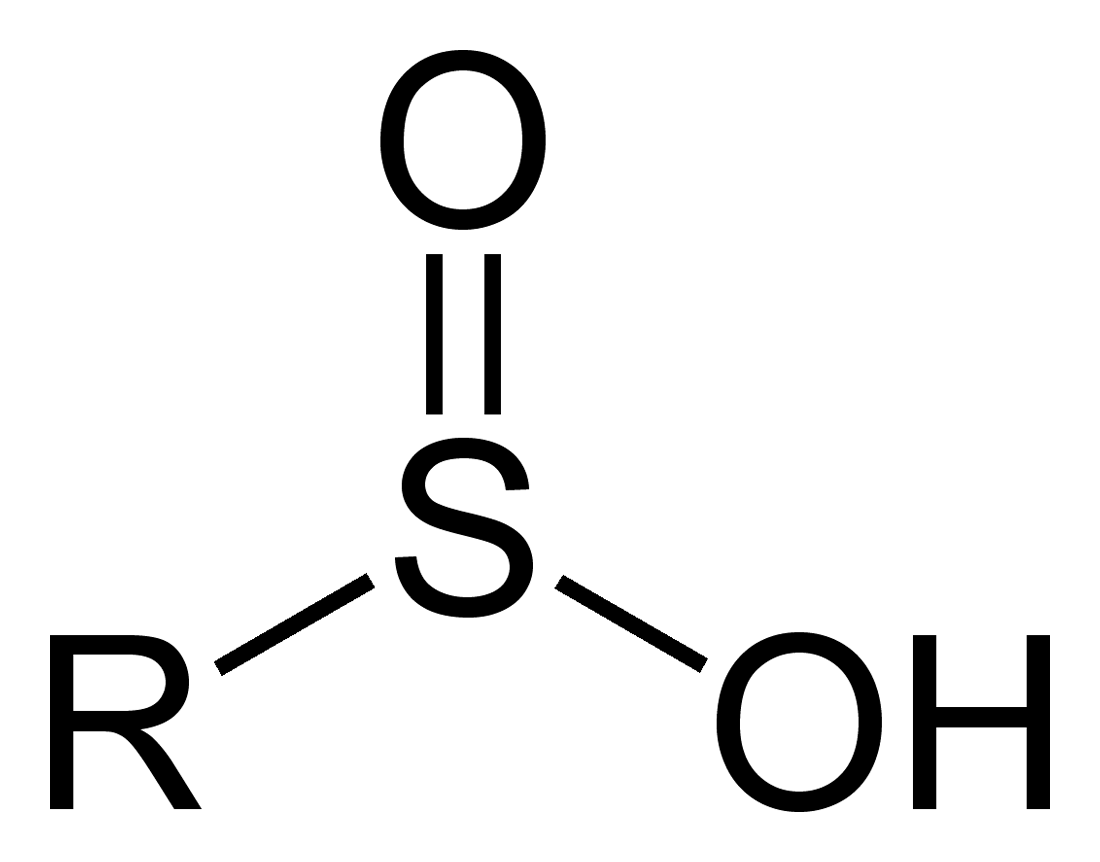
ساختار کلی سولفینیک اسید

ساختار تیورآ دی‌اکسید یک سولفینیک اسید مهم اقتصادی

سولفینیک اسیدها عبارتند از اُکسواسیدهای گوگرد با ساختار RSO(OH). در این ترکیبات آلی گوگرد هندسهٔ گوگرد به صورت هرمی است.
سولفینیک اسیدها همواره به صورت درجا با اسیدی کردن نمک‌های سولفینات متناظر تهیه می‌شوند این نمک‌ها معمولاً از اسید متناظرشان باثبات ترند. این نمک‌ها از کاهش سولفونیل کلریدها بدست می‌آیند. راه دیگر تولید، واکنش گرینیارد با گوگرد دی‌اکسید است. سولفینات‌های فلزهای واسطه هم معمولاً با وارد کردن دی اکسید گوگرد در آلکیل‌های فلزی تولید می‌شوند این واکنش احتمالاً از راه یک کمپلکس دی اکسید گوگرد فلز پیش می‌رود.
فنیل‌سولفینیک اسید یک نمونه سولفینیک اسید شناخته شده است. تیورآ دی‌اکسید، سولفینیک اسیدی است که از دید تجاری اهمیت دارد و از راه اکسایش تی-اوره با هیدروژن پراکسید بدست می‌آید.
(NH2)2CS + 2H2O2 → (NH)(NH2)CSO2H + 2H2O